# Napa Valley
Napa Valley er USA's mest kendte vindistrikt og ligger nord for San Francisco i Californien. Vinproduktionen begyndte i området omkring midten af 1800-tallet, og omkring århundredeskiftet var der mere end 100 vingårde. Det gik dog ned ad bakke for vinproduktionen i området i første halvdel af 1900-tallet blandt andet på grund af alkoholforbudet i USA fra 1920 til 1933. I 1965 blev den første nye større vingård åbnet i området siden alkoholforbudet. Området fik øget prestige, efter at områdets vine slog flere kendte franske vine ved en vinsmagningskonkurrence i Paris i 1976.

## Ekstern henvisning
- Napa Countys officielle hjemmeside. Arkiveret 10. november 2005 hos  Wayback Machine

38°24′N 122°18′V / 38.4°N 122.3°V